# Jarosław Chwaliszewski
Jarosław Chwaliszewski (ur. 29 września 1965 w Śremie) – polski piłkarz grający na pozycji obrońcy.

## Kariera piłkarska
Jarosław Chwaliszewski karierę piłkarską rozpoczął w 1983 roku w Warcie Śrem, skąd w 1984 roku przeszedł do Olimpii Poznań.
W styczniu 1986 roku został zawodnikiem Zagłębia Lubin, w barwach którego zaliczył debiut w ekstraklasie w 1985/1986. Z klubu odszedł w styczniu 1991 roku, jednak z tym klubem sięgnął w sezonie 1990/1991 po Mistrzostwo Polski. Łącznie w ekstraklasie rozegrał 72 mecze.
Następnie w 1992 roku po półtorarocznej przerwie w czynnej grze został zawodnikiem Hetmana Zamość, a w 1993 roku przeszedł do MKS Piaseczno, gdzie w wieku zaledwie 30 lat zakończył piłkarską karierę.

## Sukcesy piłkarskie

### Zagłębie Lubin
- Mistrzostwo Polski: 1991